# Білик Гаврило Іванович
Гаврило Іванович Білик (1904—1985) — український ботанік, професор (1967), доктор біологічних наук (1965), лауреат Премії імені М. Г. Холодного (1974). Директор Інституту ботаніки імені М. Г. Холодного протягом 1963—1968 років.

## Життєпис
У 1931 році закінчив Київський університет (тоді Київський інститут народної освіти). Того ж року поступив до аспірантури в  Інститут ботаніки імені М. Г. Холодного у Києві, по закінченні якої залишився в установі, де працював до кінця життя, з перервою на німецько-радянську війну, учасник війни. Директор Інституту ботаніки імені М. Г. Холодного протягом 1963—1968 років.